# Campeonato Regional de Évora
O Campeonato Regional de Évora foi uma competição de futebol portuguesa organizada pela Associação de Futebol de Évora. Era a competição que elegia oficialmente o campeão de futebol do Distrito de Évora, a primeira edição foi na época de 1912–13 e a última na época de 1951–52. O maior vencedor é a Lusitano de Évora com 14 títulos.

## Vencedores

### Por época
| Época   | Vencedor             |
| ------- | -------------------- |
| 1951–52 | Lusitano GC          |
| 1950–51 | Lusitano GC          |
| 1949–50 | At. Reguengos        |
| 1948–49 | Estrela Vendas Novas |
| 1947–48 | At. Reguengos        |
| 1946–47 | União de Montemor    |
| 1945–46 | Juventude SC         |
| 1944–45 | União de Montemor    |
| 1943–44 | Juventude SC         |
| 1942–43 | Juventude SC         |
| 1941–42 | CF Estremoz          |
| 1940–41 | Lusitano GC          |
| 1939–40 | Lusitano GC          |
| 1938–39 | Juventude SC         |
| 1937–38 | Lusitânia RM         |
| 1936–37 | Lusitânia RM         |
| 1935–36 | Juventude SC         |
| 1934–35 | Lusitano GC          |
| 1933–34 | Lusitano GC          |
| 1932–33 | Lusitano GC          |
| 1931–32 | Juventude SC         |
| 1930–31 | Lusitano GC          |
| 1929–30 | União de Montemor    |
| 1928–29 | Lusitano GC          |
| 1927–28 | Lusitano GC          |
| 1926–27 | Lusitano GC          |
| 1925–26 | Juventude SC         |
| 1924–25 | Juventude SC         |
| 1923–24 | Não se realizou      |
| 1922–23 | Lusitano GC          |
| 1921–22 | Lusitano GC          |
| 1920–21 | Casa Pia de Évora    |
| 1919–20 | Ateneu de Évora      |
| 1918–19 | Casa Pia de Évora    |
| 1917–18 | Lusitano GC          |
| 1916–17 | União Eborense       |
| 1915–16 | União Eborense       |
| 1914–15 | União Eborense       |
| 1913–14 | Vitória Académico    |
| 1912–13 | Vitória Académico    |

### Por clube
| Clube                           | Venceu | Época(s) |
| ------------------------------- | ------ | --- |
| Lusit. Évora                    | 14     | 1917–18, 1921–22, 1922–23, 1926–27, 1927–28, 1928–29, 1930–31, 1932–33, 1933–34, 1934–35, 1939–40, 1940–41, 1950–52 e 1951–52 |
| Juv. Évora                      | 8      | 1924–25, 1925–26, 1931–32, 1935–36, 1938–39, 1942–43, 1943–44 e 1945–46                                                       |
| Club Atlético União Eborense    | 3      | 1914–15, 1915–16 e 1916–17 |
| Grupo União Sport               | 3      | 1929–30, 1944–45 e 1946–47 |
| Sport Vitória Académico         | 2      | 1912–13 e 1913–14 |
| Casa Pia de Évora               | 2      | 1918–19 e 1920–21 |
| Lusitânia Reguengos de Monsaraz | 2      | 1936–37 e 1937–38 |
| Ateneu Eborense                 | 1      | 1919–20 |
| Clube Futebol Estremoz          | 1      | 1941–42 |
| At. Reguengos                   | 1      | 1947–48 |
| Estrela Vendas Novas            | 1      | 1948–49 |

Ref.: